# 枇榔島 (鹿児島県)
枇榔島（びろうじま）は、鹿児島県志布志市志布志町帖に属し、志布志湾に所在する島である。

## 地理
志布志港から約4キロメートルの沖合、志布志湾のほぼ中央にある島で、周囲は約4キロメートル、面積は17.8ヘクタール、最高地点の標高は83メートルある。地質は新生代初期の砂岩層、頁岩砂岩層で構成される。その名前の通り、全島がビロウに覆われているように見える。
島内は、モクタチバナ、シラタマカズラ、クワズイモなど200種類近くの亜熱帯性の植物が生い茂った独特の植生となっている。これは人の居住に適さなかったことや、神社の社林として伐採ができなかったことなどから、自然の植生が残ったものだとされている。南側斜面には樹齢300年から400年におよぶビロウの古木が密生している。こうした植物群落は「枇榔島亜熱帯性植物群落」として特別天然記念物に指定されている。1921年（大正10年）3月3日に国の天然記念物となり、1956年（昭和31年）7月19日に文化財保護法による特別指定を受けた。

## 歴史
島内の山腹には和銅年間に創建されたと伝わる枇榔神社がある。
第二次世界大戦末期に、オリンピック作戦としてアメリカ軍の南九州への上陸作戦が志布志湾などに対して計画されており、これを察知した日本軍により防衛陣地が築かれていた。島には10センチカノン砲2門と歩兵部隊が配置されて訓練が実施されており、当時建設された塹壕が戦後も残されている。